# Throana lasiocera
Throana lasiocera är en fjärilsart som beskrevs av George Francis Hampson 1926. Throana lasiocera ingår i släktet Throana och familjen nattflyn. Inga underarter finns listade i Catalogue of Life.